# 哈默弗利斯河
52°7′55″N 13°12′24″E / 52.13194°N 13.20667°E

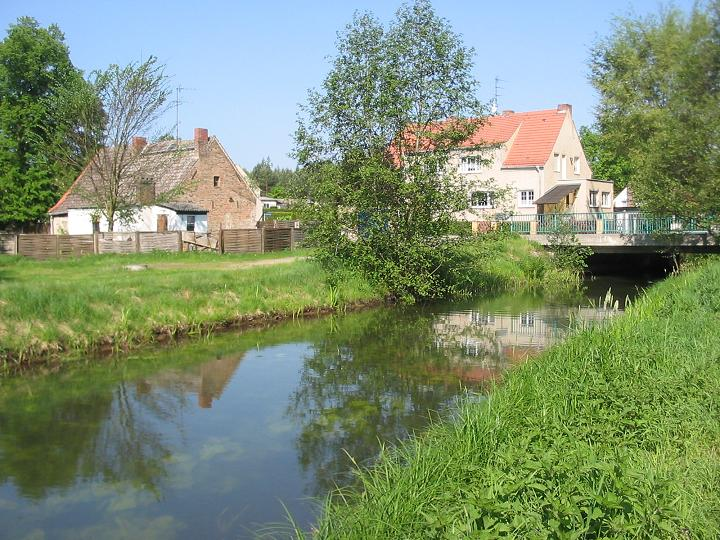
哈默弗利斯河

哈默弗利斯河（德語：Hammerfließ），是德國的河流，位於該國東北部，由勃蘭登堡州負責管轄，屬於努特河的右支流，河道全長24.6公里，河口處在努特-烏爾斯特羅姆塔爾附近。